# مايك ميتشيل (لاعب كرة قاعدة)
مايك ميتشيل (بالإنجليزية: Mike Mitchell)‏ هو لاعب كرة قاعدة أمريكي، ولد في 12 ديسمبر 1879 في سبرينغفيلد في الولايات المتحدة، وتوفي في 16 يوليو 1961 في فينيكس في الولايات المتحدة.

## وصلات خارجية
- مايك ميتشيل على موقعبيزبول رفرنس.كوم (الدوري الرئيسي) (الإنجليزية)
- مايك ميتشيل على موقعبيزبول رفرنس.كوم (الدوري الثانوي) (الإنجليزية)